# Atlas (raket)

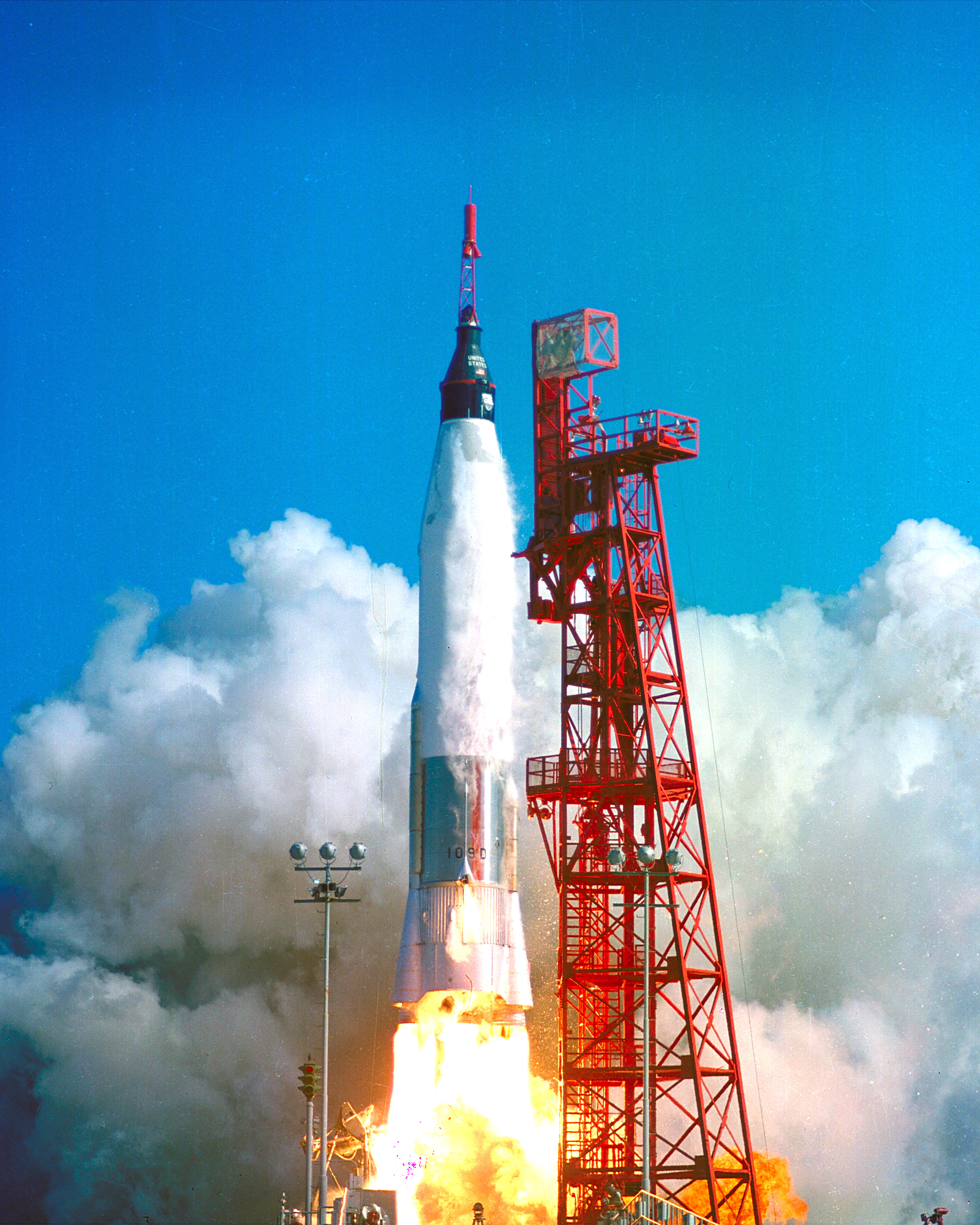
Mercury 6 som bar John Glenn till omloppsbana sändes upp med en Atlasraket.

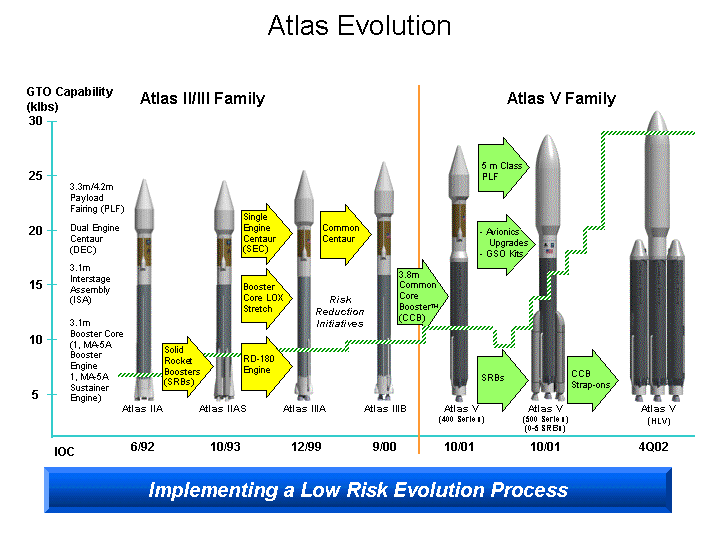
Atlasraketernas utveckling

Atlasraketen var från början en bärraket för robotar, utvecklad under 1950-talet och testades första gången år 1957.
Senare kom Atlas att användas av NASA för att skjuta upp Mercurykapslar till omloppsbana. Första gången det hände var tillsammans med Mercury 5, vilket skedde 29 november 1961. Kapseln var den gången bemannad av schimpansen Enos.
Atlas användes i tio av Mercuryprogrammets uppdrag (tidigare hade Redstoneraketer använts). 
Atlas lyfte även Agenafarkoster till omloppsbana.